# Idries Shah

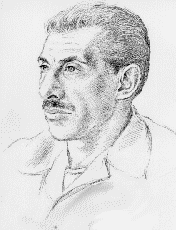
Idries Shah

Idries Shah (auch Idris Shah; * 16. Juni 1924 in Shimla, Indien; † 23. November 1996 in London) war ein britischer Autor afghanisch-schottischer Abstammng, der Lehren des Sufismus im Westen bekannt machte und popularisierte.

## Leben
Idries Shah wurde in Indien als Sohn eines afghanischen Vaters und einer schottischen Mutter geboren und wuchs in erster Linie in England auf.
Er lebte und wirkte in London sowie Tunbridge Wells und schrieb Bücher über den Sufismus.
Idries Shah erweiterte das westliche Wissen über die Lehren des Sufismus. Er hatte großen Einfluss auf eine Reihe von Autoren, darunter Doris Lessing. Seine Definition des Sufismus war liberal in der Weise, dass der Sufismus zum Islam gehöre, aber nicht abhängig vom Koran sei, sondern frei in Ursprung, Umfang und Bedeutung.
Idries Shah hatte einen Sohn und zwei Töchter. Sein Sohn Tahir Shah ist ein erfolgreicher Reisebuchautor und Filmemacher. Eine seiner Töchter ist die Filmemacherin Saira Shah, die unter anderem durch ihre Dokumentation des Lebens von Frauen in Afghanistan bekannt wurde.

## Literarische Werke
- Sufismus:
  - The Sufis ISBN 0-385-07966-4
  - The Way of the Sufi ISBN 0-900860-80-4
  - Tales of the Dervishes ISBN 0-900860-47-2
  - The Book of the Book ISBN 0-900860-12-X
  - Neglected Aspects of Sufi Study ISBN 0-900860-56-1
  - Sufi Thought and Action ISBN 0-86304-051-9
  - Das Geheimnis der Derwische. Übersetzt und herausgegeben von Inge von Wedemeyer. 1982.

- Philosophie:
  - Knowing how to know ISBN 0-86304-072-1
  - The Commanding Self ISBN 0-86304-066-7
  - Learning How to Learn – Psychology and Spirituality in the Sufi Way ISBN 0-900860-59-6
  - The Elephant in the Dark – Christianity, Islam and The Sufis ISBN 0-900860-36-7
  - Thinkers of the East – Studies in Experientialism ISBN 0-900860-46-4
  - Reflections ISBN 0-900860-07-3
  - A Veiled Gazelle – Seeing How to See ISBN 0-900860-58-8
  - Seeker After Truth – A Handbook ISBN 0-900860-91-X

- Geschichten um Mulla Nasrudin:
  - The Exploits of the Incomparable Mulla Nasrudin
  - The Subtleties of the Inimitable Mulla Nasrudin
  - The Pleasantries of the Incredible Mullah Nasrudin
  - The World of Nasrudin
  - Die fabelhaften Heldentaten des weisen Narren Mulla Nasrudin ISBN 978-3451052088
  - Die fabelhaften Heldentaten des vollendeten Narren und Meisters Mulla Nasrudin. Übersetzt und herausgegeben von Inge von Wedemeyer. 1984.